# Thorir Hund
Thorir Hund (vieux norrois : Þórir hundr, norvégien moderne : Tore Hund ; littéralement « Thorir le molosse ») (né vers 990) était l'un des plus grands chefs du Hålogaland.  Il était également l'un des chefs de la faction paysanne Stiklestad contre le roi norvégien Olaf II de Norvège, plus tard nommé St. Olaf. Il aurait joué un rôle important dans l'histoire norvégienne. Il était présent à la bataille de Stiklestad en 1030, où il a contribué à la mort du roi. Il a également servi dans les forces du roi Knut le Grand à plusieurs reprises. 

## Biographie

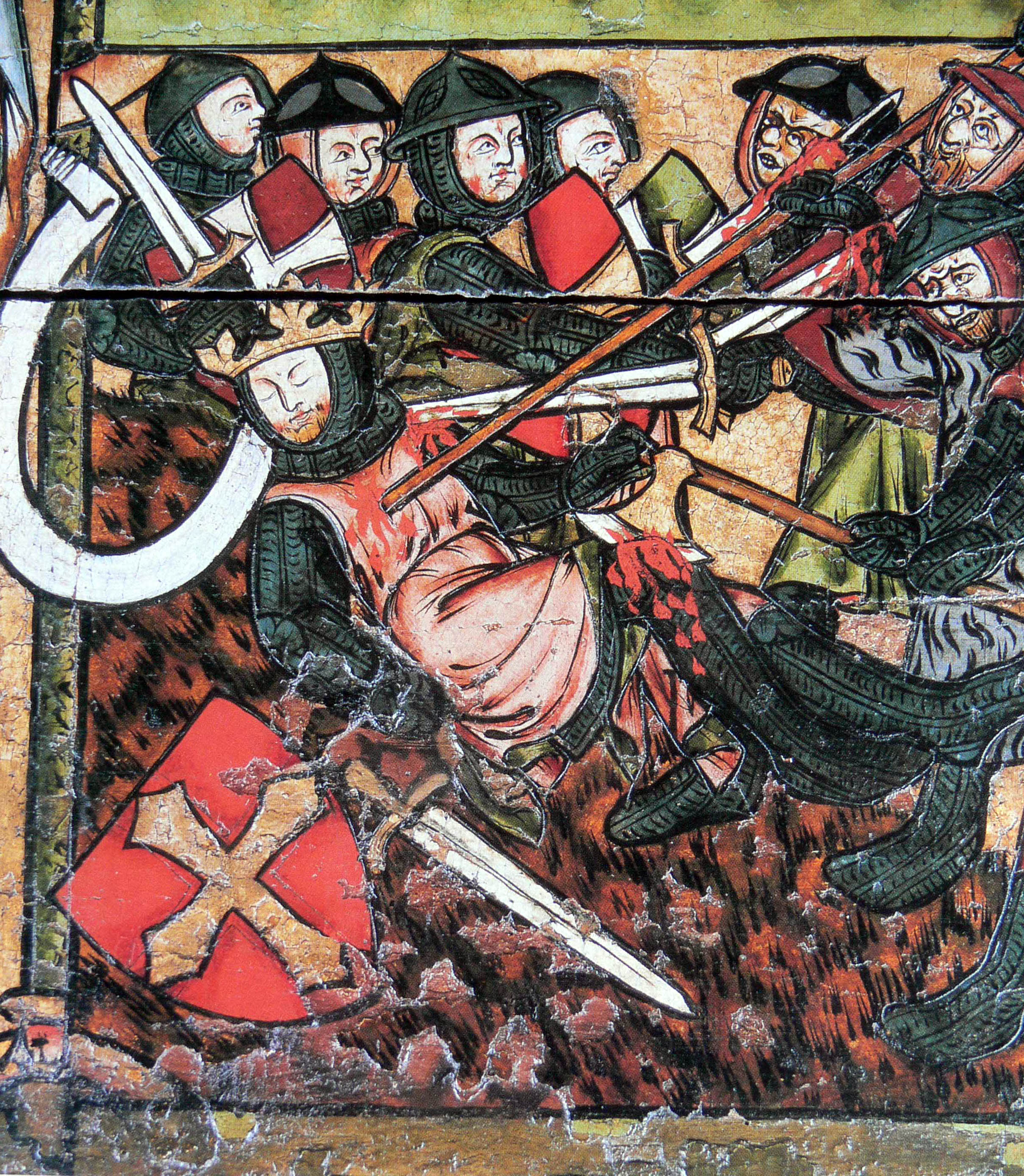
Mort du roi Olaf.

Thorir Hund est né au début de l'ère chrétienne en Norvège. Il était à la fois fortement indépendant et un païen pieux. La christianisation du pays n'était pas seulement une question de foi. L'utilisation du christianisme comme moyen politique a permis de s'emparer des anciens dirigeants et, dans le cas du Hålogaland, de mettre en place un monarque venu du sud.
Thorir était une figure de pouvoir reconnue dans le Hålogaland, sa maison étant l'île de Bjarkøy à Troms. Il faisait partie des dirigeants côtiers norvégiens les plus éminents et était membre du clan Bjarkøy, l'une des familles les plus imposantes du nord de la Norvège à l'époque viking. C'était un viking accompli, menant différentes expéditions vers la Russie et la mer Blanche. Il réalisait du commerce dans le Bjarmaland, aujourd'hui la région d'Arkhangelsk, au nord de la Russie. 
La famille de Thorir Hund a formé des alliances avec les chefs les plus puissants de Norvège. Sa sœur Sigrid Toresdatter était marié à Olve Grjotgardsson d'Egge gård. Son frère, Sigurd Toresson était aussi un chef important à Trondenes. Il était marié à Sigrid Skjalgsdatter, une sœur du puissant noble Erling Skjalgsson de Sola dans le Rogaland. Thorir Hund était marié à une femme nommée Ranveig, dont les antécédents sont peu connus. Ils ont eu un fils appelé Sigurd Toresson, qui a ensuite servi comme shérif sous le règne de Harald Hardrada. 
Thorir s'est opposé aux tentatives du roi Olaf d'unifier et de christianiser la Norvège. Il avait également des rancunes personnelles contre le roi, après que l'un des préfets du roi, Asmundr Grànkelsson, ait assassiné son neveu Asbjørn Selsbane. Thorir vengea plus tard son neveu, mais fut condamné à payer une lourde amende par le roi, contribuant ainsi à sa rancune contre le roi.

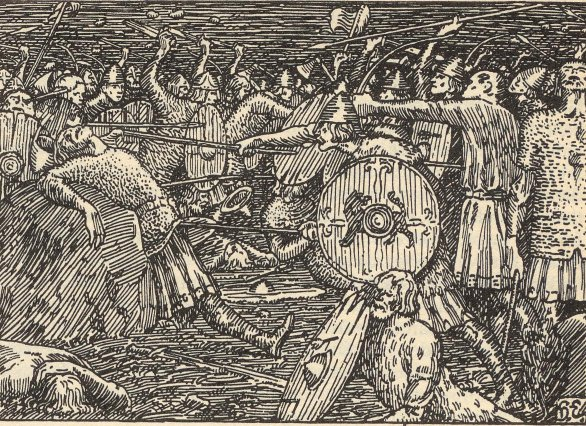
Thorir tue le roi Olaf, illustration de Halfdan Egedius, 1899.

Quand Erling Skjalgsson a été tué en 1028, Thorir a assumé la direction de la faction anti-Olaf avec Einar Thambarskelfir et Kálfr Árnason, le frère de Finn Arnesson. En 1026, il rejoignit les forces de Knut le Grand lorsqu'elles chassèrent Olaf et fut nommé représentant de Knut en Norvège avec Harek de Tjøtta.  
Selon Heimskringla de Snorri Sturluson, quand Olaf retourna en Norvège à l'été 1030, Thorir était parmi ceux qui se ralliaient à lui. Lui et ses hommes ont mené la ligne contre l'armée du roi à la bataille de Stiklestad. Le site de la bataille était Stiklestad, une ferme dans la partie basse de la vallée de Verdal, 80 kilomètres (49,70969536 mi) au nord de la ville de Trondheim. Selon certaines sources, Thorir faisait partie de ceux qui ont infligé à Olaf ses blessures mortelles, avec Kalv Arnesson et Thorstein Knarresmed de Rovde à Sunnmøre. Alors que les rapports antérieurs ne nomment pas l'homme qui a réellement tué le roi, Heimskringla précise Thorir, en utilisant une lance munie de la pointe de javelot qui a tué son neveu et la pousser sous la cotte de mailles du roi et dans son abdomen. 
Après la bataille, le renversement des groupes politiques s'est rapidement retourné contre Thorir. Lorsque le fils d'Olaf, Magnus, soutenu par certains des anciens alliés de Thorir, a pris le pouvoir, Thorir est devenu une figure marginalisée. D'après Snorri, il a possiblement quitté la Norvège pour les Terres Saintes, ou alors est peut-être mort. Thorir n'est plus jamais retourné à Bjarkøy.

## Postérité
Le monument Tore Hund, conçu par l'artiste norvégien Svein Haavardsholm, a été bâti en 1980 à côté de la route menant à l'église de Bjarkøy. Le mémorial honore à la fois Thorir Hund et le clan Bjarkøy, où le siège était situé.
Thorir
Hund est apparu dans la série télévisée norvégienne Beforeigners.